# Amsterdam Pictures
Amsterdam Pictures is een compositie voor harmonieorkest of fanfareorkest van de Nederlandse componist Kees Vlak. Dit werk is ontleend aan een groot werk van Kees Vlak voor gemengd koor en harmonieorkest Polderstad uit 1984. Voor dit werk kreeg Kees Vlak de compositieprijs van de Bund Deutscher Blasmusikverbände in 1985. 
Deze compositie werd op cd opgenomen door de Koninklijke Militaire Kapel onder leiding van Jan van Ossenbruggen